# Cobra Venenosa (DC Comics)
Cobra Venenosa (Copperhead, no original em inglês) é um personagem fictício e super-vilão das publicações da DC Comics, criado por Bob Haney e Bob Brown que apareceu pela primeira vez em The Brave and the Bold Nº 78 (Julho de 1968).